# Thống kê Giải vô địch bóng đá thế giới 2022
Giải vô địch bóng đá thế giới 2022 là giải đấu bóng đá nam quốc tế diễn ra từ ngày 20 tháng 11 đến ngày 18 tháng 12 năm 2022 tại Qatar. Ở vòng bảng, các đội sẽ thi đấu theo thể thức vòng tròn tính điểm, hai đội đứng đầu mỗi bảng sẽ giành quyền vào vòng loại trực tiếp.
Các số liệu thống kê trong giải đấu bao gồm: bàn thắng, kiến tạo, điểm số, thành tích thắng và thua, giải thưởng trận đấu, thành tích đội, vấn đề kỷ luật, số liệu thống kê tích lũy qua nhiều kỳ World Cup, kết quả tổng thể và số liệu thống kê về sân vận động. Các trận đấu được phân định bằng loạt sút luân lưu được tính là hòa. Mọi kỷ lục được thiết lập trong Giải vô địch bóng đá thế giới 2022 được đề cập dưới các tiêu đề thích hợp cho kỷ lục cụ thể.

## Cầu thủ ghi bàn
Đã có 172 bàn thắng ghi được trong 64 trận đấu, trung bình 2.69 bàn thắng mỗi trận đấu.
8 bàn thắng
- Kylian Mbappé

7 bàn thắng
- Lionel Messi

4 bàn thắng
- Julián Álvarez
- Olivier Giroud

3 bàn thắng
- Richarlison
- Enner Valencia
- Marcus Rashford
- Bukayo Saka
- Cody Gakpo
- Gonçalo Ramos
- Álvaro Morata

2 bàn thắng
- Neymar
- Vincent Aboubakar
- Andrej Kramarić
- Harry Kane
- Niclas Füllkrug
- Kai Havertz
- Mohammed Kudus
- Mehdi Taremi
- Ritsu Dōan
- Youssef En-Nesyri
- Wout Weghorst
- Robert Lewandowski
- Bruno Fernandes
- Rafael Leão
- Salem Al-Dawsari
- Aleksandar Mitrović
- Cho Gue-sung
- Ferran Torres
- Breel Embolo
- Giorgian de Arrascaeta

1 bàn thắng
- Ángel Di María
- Enzo Fernández
- Alexis Mac Allister
- Nahuel Molina
- Mitchell Duke
- Craig Goodwin
- Mathew Leckie
- Michy Batshuayi
- Casemiro
- Lucas Paquetá
- Vinícius Júnior
- Jean-Charles Castelletto
- Eric Maxim Choupo-Moting
- Alphonso Davies
- Keysher Fuller
- Yeltsin Tejeda
- Juan Pablo Vargas
- Joško Gvardiol
- Marko Livaja
- Lovro Majer
- Mislav Oršić
- Ivan Perišić
- Bruno Petković
- Andreas Christensen
- Moisés Caicedo
- Jude Bellingham
- Phil Foden
- Jack Grealish
- Jordan Henderson
- Raheem Sterling
- Theo Hernandez
- Randal Kolo Muani
- Adrien Rabiot
- Aurélien Tchouaméni
- Serge Gnabry
- İlkay Gündoğan
- André Ayew
- Osman Bukari
- Mohammed Salisu
- Rouzbeh Cheshmi
- Ramin Rezaeian
- Takuma Asano
- Daizen Maeda
- Ao Tanaka
- Luis Chávez
- Henry Martín
- Zakaria Aboukhlal
- Achraf Dari
- Romain Saïss
- Hakim Ziyech
- Daley Blind
- Memphis Depay
- Denzel Dumfries
- Frenkie de Jong
- Davy Klaassen
- Piotr Zieliński
- João Félix
- Raphaël Guerreiro
- Ricardo Horta
- Pepe
- Cristiano Ronaldo
- Mohammed Muntari
- Saleh Al-Shehri
- Boulaye Dia
- Famara Diédhiou
- Bamba Dieng
- Kalidou Koulibaly
- Ismaïla Sarr
- Sergej Milinković-Savić
- Strahinja Pavlović
- Dušan Vlahović
- Hwang Hee-chan
- Kim Young-gwon
- Paik Seung-ho
- Marco Asensio
- Gavi
- Dani Olmo
- Carlos Soler
- Manuel Akanji
- Remo Freuler
- Xherdan Shaqiri
- Wahbi Khazri
- Christian Pulisic
- Timothy Weah
- Haji Wright
- Gareth Bale

1 bàn phản lưới nhà
- Enzo Fernández (trong trận gặp Úc)
- Nayef Aguerd (trong trận gặp Canada)

Nguồn: FIFA

## Kiến tạo
Những kiến tạo trong mỗi trận dẫn đến những bàn thắng.
3 kiến tạo
- Lionel Messi
- Ivan Perišić
- Harry Kane
- Antoine Griezmann
- Bruno Fernandes

2 kiến tạo
- Vinícius Júnior
- Mislav Oršić
- Phil Foden
- Ousmane Dembélé
- Theo Hernandez
- Kylian Mbappé
- Marcus Thuram
- Denzel Dumfries
- Davy Klaassen
- Diogo Dalot
- João Félix
- Raphaël Guerreiro
- Dušan Tadić
- Andrija Živković
- Jordi Alba
- Christian Pulisic

1 kiến tạo
- Ángel Di María
- Enzo Fernández
- Alexis Mac Allister
- Nahuel Molina
- Nicolás Otamendi
- Mathew Leckie
- Riley McGree
- Toby Alderweireld
- Neymar
- Lucas Paquetá
- Rodrygo
- Thiago Silva
- Vincent Aboubakar
- Jean-Charles Castelletto
- Jerome Ngom Mbekeli
- Nicolas Nkoulou
- Tajon Buchanan
- Yeltsin Tejeda
- Josip Juranović
- Marko Livaja
- Dejan Lovren
- Joachim Andersen
- Ángelo Preciado
- Félix Torres
- Jude Bellingham
- Harry Maguire
- Kalvin Phillips
- Luke Shaw
- Raheem Sterling
- Callum Wilson
- Adrien Rabiot
- Niclas Füllkrug
- Serge Gnabry
- Jamal Musiala
- David Raum
- Leroy Sané
- Jordan Ayew
- Iñaki Williams
- Ali Gholizadeh
- Mehdi Taremi
- Itakura Ko
- Ito Junya
- Mitoma Kaoru
- Maya Yoshida
- César Montes
- Yahia Attiyat Allah
- Achraf Hakimi
- Abdelhamid Sabiri
- Hakim Ziyech
- Steven Berghuis
- Daley Blind
- Frenkie de Jong
- Teun Koopmeiners
- Robert Lewandowski
- Gonçalo Ramos
- Ismaeel Mohammad
- Hattan Bahebri
- Firas Al-Buraikan
- Ismail Jakobs
- Iliman Ndiaye
- Kim Jin-su
- Lee Kang-in
- Son Heung-min
- César Azpilicueta
- Gavi
- Álvaro Morata
- Dani Olmo
- Xherdan Shaqiri
- Djibril Sow
- Ruben Vargas
- Silvan Widmer
- Aïssa Laïdouni
- Sergiño Dest
- Luis Suárez

Nguồn: FIFA

## Thống kê ghi bàn

### Tổng thể
- Tổng số bàn thắng được ghi: 172
- Số bàn thắng được ghi trung bình mỗi trận: 2.69
- Tổng số cú đúp: 18 
 Julián Álvarez, Giorgian de Arrascaeta, Bruno Fernandes, Olivier Giroud, Kai Havertz, Cho Gue-sung, Andrej Kramarić, Mohammed Kudus, Kylian Mbappé (2), Lionel Messi, Marcus Rashford, Richarlison, Bukayo Saka, Mehdi Taremi, Ferran Torres, Enner Valencia, Wout Weghorst
- Tổng số hat-trick: 2 
 Kylian Mbappé, Gonçalo Ramos
- Tổng số quả đá phạt đền được trao: 23
- Tổng số bàn thắng được ghi bởi những quả phạt đền: 17 
 Gareth Bale, Bruno Fernandes, İlkay Gündoğan, Harry Kane, Robert Lewandowski, Kylian Mbappé (2), Lionel Messi (4), Neymar, Cristiano Ronaldo, Ismaïla Sarr, Mehdi Taremi, Ferran Torres, Enner Valencia
- Tổng số quả đá phạt đền hỏng hoặc bị cản phá: 6 
 Salem Al-Dawsari, André Ayew, Alphonso Davies, Harry Kane, Robert Lewandowski, Lionel Messi
- Tỷ lệ thành công của những quả phạt đền: 73.91%
- Các bàn phản lưới nhà: 2 
 Nayef Aguerd, Enzo Fernández

### Về thời gian
- Bàn thắng đầu tiên của giải: Enner Valencia cho Ecuador trước Qatar
- Cú đúp đầu tiên của giải: Enner Valencia cho Ecuador trước Qatar
- Hat-trick đầu tiên của giải: Gonçalo Ramos cho Bồ Đào Nha trước Thụy Sĩ
- Bàn thắng cuối cùng của giải: Kylian Mbappé cho Pháp trước Argentina
- Cú đúp cuối cùng của giải: Lionel Messi cho Argentina trước Pháp
- Hat-trick cuối cùng của giải: Kylian Mbappé cho Pháp trước Argentina
- Bàn thắng nhanh nhất của trận đấu tính từ thời điểm bắt đầu trận đấu: Phút thứ 2 
 Alphonso Davies cho Canada trước Croatia
- Bàn thắng nhanh nhất của trận đấu tính từ thời điểm sau khi vào sân thay người: 1 phút 
 Marcus Rashford cho Anh trước Iran (vào sân ở Phút thứ 70), Randal Kolo Muani cho Pháp trước Maroc (vào sân ở Phút thứ 79)
- Bàn thắng muộn nhất của trận đấu không tính thời gian hiệp phụ: Phút thứ 90+13 
 Mehdi Taremi cho Iran trước Anh
- Bàn thắng muộn nhất của trận đấu tính cả thời gian hiệp phụ: Phút thứ 118 
 Kylian Mbappé cho Pháp trước Argentina
- Khoảng thời gian ít nhất giữa hai bàn thắng được ghi bởi cùng một đội trong một trận đấu: 1 phút, 34 giây 
 Kylian Mbappé cho Pháp trước Argentina

### Tập thể
- Đội ghi nhiều bàn thắng nhất: 16 bàn 
 Pháp
- Đội ghi ít bàn thắng nhất: 1 bàn 
 Bỉ, Đan Mạch, Qatar, Tunisia, Wales
- Đội bị thủng lưới nhiều nhất: 11 bàn 
 Costa Rica
- Đội bị thủng lưới ít nhất: 1 bàn 
 Tunisia
- Chênh lệch hiệu số bàn thắng bại tốt nhất: +9 
 Anh
- Chênh lệch hiệu số bàn thắng bại tệ nhất: −8 
 Costa Rica
- Trận đấu có nhiều bàn thắng nhất từ cả hai đội: 8 bàn 
 Anh 6–2 Iran
- Đội ghi nhiều bàn thắng nhất trong một trận đấu: 7 bàn 
 Tây Ban Nha 7–0 Costa Rica
- Đội thua trận ghi nhiều bàn thắng nhất trong một trận đấu: 2 bàn 
 Iran 2–6 Anh
- Trận thắng với khoảng cách lớn nhất: 7 bàn 
 Tây Ban Nha 7–0 Costa Rica
- Đội giữ sạch lưới nhiều trận nhất: 4 trận 
 Maroc
- Đội giữ sạch lưới ít trận nhất: 0 trận 
 Canada, Đức, Ghana, Nhật Bản, Qatar, Ả Rập Xê Út, Sénégal, Serbia, Wales
- Đội đối thủ mà giữ sạch lưới nhiều trận nhất: 3 
 Croatia, Maroc
- Đội đối thủ mà giữ sạch lưới ít trận nhất: 0 
 Argentina, Úc, Ecuador, Đức, Hà Lan
- Đội có chuỗi trận giữ sạch lưới nhiều nhất: 3 trận 
 Anh
- Đội đối thủ mà có chuỗi trận giữ sạch lưới nhiều nhất: 2 
 Bỉ, Mexico, Tunisia, Uruguay, Wales

### Cá nhân
- Cầu thủ ghi nhiều bàn thắng nhất: 8 bàn 
 Kylian Mbappé
- Cầu thủ kiến tạo nhiều nhất: 3 kiến tạo 
 Bruno Fernandes, Antoine Griezmann, Harry Kane, Lionel Messi, Ivan Perišić
- Cầu thủ ghi nhiều bàn thắng và kiến tạo nhiều nhất: 10 lần đóng góp vào bàn thắng 
 Kylian Mbappé (8 bàn thắng, 2 kiến tạo), Lionel Messi (7 bàn thắng, 3 kiến tạo)
- Thủ môn giữ sạch lưới nhiều trận nhất: 3 trận 
 Yassine Bounou, Emiliano Martínez, Jordan Pickford
- Thủ môn có chuỗi trận giữ sạch lưới nhiều nhất: 3 trận 
 Jordan Pickford
- Cầu thủ ghi nhiều bàn thắng nhất trong một trận đấu: 3 bàn 
 Gonçalo Ramos cho Bồ Đào Nha trước Thụy Sĩ, Kylian Mbappé cho Pháp trước Argentina
- Cầu thủ nhiều tuổi nhất ghi bàn: 39 năm, 283 ngày 
 Pepe cho Bồ Đào Nha trước Thụy Sĩ
- Cầu thủ ít tuổi nhất ghi bàn: 18 năm, 109 ngày 
 Gavi cho Tây Ban Nha trước Costa Rica

## Thắng và thua
- Đội thắng nhiều trận nhất: 5 trận – Pháp
- Đội thắng ít trận nhất: 0 trận – Canada, Đan Mạch, Serbia, Qatar, Wales
- Đội thua nhiều trận nhất: 3 trận – Canada, Qatar
- Đội thua ít trận nhất: 0 trận – Hà Lan
- Đội hòa nhiều trận nhất: 4 trận – Croatia
- Đội hòa ít trận nhất: 0 trận – Úc, Costa Rica, Iran, Canada, Ghana, Bồ Đào Nha, Qatar, Ả Rập Xê Út, Sénégal, Thụy Sĩ
- Đội nhiều điểm nhất ở vòng bảng: 7 điểm – Anh, Maroc, Hà Lan
- Đội ít điểm nhất ở vòng bảng: 0 điểm – Canada, Qatar

## Kỷ luật
Một cầu thủ hoặc quan chức của đội sẽ tự động bị đình chỉ thi đấu trận tiếp theo nếu vi phạm các lỗi sau:
- Nhận thẻ đỏ (thời gian treo giò có thể kéo dài nếu phạm lỗi nghiêm trọng)
- Nhận 2 thẻ vàng trong 2 trận đấu; thẻ vàng đã bị xóa sau khi trận đấu kết thúc (thẻ vàng không áp dụng cho bất kỳ trận đấu quốc tế nào khác trong tương lai)

Các đình chỉ sau đây đã được thực hiện trong suốt giải đấu:
| Cầu thủ/Quan chức                        | Vi phạm                                                                                             | Đình chỉ                                        |
| ---------------------------------------- | --------------------------------------------------------------------------------------------------- | ----------------------------------------------- |
| Wayne Hennessey                          | Bảng B gặp Iran (lượt trận 2; 25 tháng 11)                                                          | Bảng B gặp Anh (lượt trận 3; 29 tháng 11)       |
| Alireza Jahanbakhsh                      | Bảng B gặp Anh (lượt trận 1; 21 tháng 11) · Bảng B gặp Wales (lượt trận 2; 25 tháng 11)             | Bảng B gặp Hoa Kỳ (lượt trận 3; 29 tháng 11)    |
| Sebas Méndez                             | Bảng A gặp Qatar (lượt trận 1; 20 tháng 11) · Bảng A gặp Hà Lan (lượt trận 2; 25 tháng 11)          | Bảng A gặp Sénégal (lượt trận 3; 29 tháng 11)   |
| Abdulellah Al-Malki                      | Bảng C gặp Argentina (lượt trận 1; 22 tháng 11) · Bảng C gặp Ba Lan (lượt trận 2; 26 tháng 11)      | Bảng C gặp México (lượt trận 3; 30 tháng 11)    |
| Francisco Calvo                          | Bảng E gặp Tây Ban Nha (lượt trận 1; 23 tháng 11) · Bảng E gặp Nhật Bản (lượt trận 2; 27 tháng 11)  | Bảng E gặp Đức (lượt trận 3; 1 tháng 12)        |
| Amadou Onana                             | Bảng F gặp Canada (lượt trận 1; 23 tháng 11) · Bảng F gặp Maroc (lượt trận 2; 27 tháng 11)          | Bảng F gặp Croatia (lượt trận 3; 1 tháng 12)    |
| Paulo Bento (huấn luyện viên)            | Bảng H gặp Ghana (lượt trận 2; 28 tháng 11)                                                         | Bảng H gặp Bồ Đào Nha (lượt trận 3; 2 tháng 12) |
| Idrissa Gueye                            | Bảng A gặp Hà Lan (lượt trận 1; 21 tháng 11) · Bảng A gặp Ecuador (lượt trận 3; 29 tháng 11)        | Vòng 16 đội gặp Anh (4 tháng 12)                |
| Ko Itakura                               | Bảng E gặp Costa Rica (lượt trận 2; 27 tháng 11) · Bảng E gặp Tây Ban Nha (lượt trận 3; 1 tháng 12) | Vòng 16 đội gặp Croatia (5 tháng 12)            |
| Vincent Aboubakar                        | Bảng G gặp Brasil (lượt trận 3; 2 tháng 12)                                                         | Đình chỉ sau giải đấu                           |
| Marcos Acuña                             | Bảng C gặp Ba Lan (lượt trận 3; 30 tháng 11) · Tứ kết gặp Hà Lan (9 tháng 12)                       | Bán kết gặp Croatia (13 tháng 12)               |
| Gonzalo Montiel                          | Bảng C gặp México (lượt trận 2; 26 tháng 11) · Tứ kết gặp Hà Lan (9 tháng 12)                       | Bán kết gặp Croatia (13 tháng 12)               |
| Denzel Dumfries                          | Tứ kết gặp Argentina (9 tháng 12)                                                                   | Đình chỉ sau giải đấu                           |
| Walid Cheddira                           | Tứ kết gặp Bồ Đào Nha (10 tháng 12)                                                                 | Bán kết gặp Pháp (14 tháng 12)                  |
| Mario Mandzukic (trợ lý huấn luyện viên) | Bán kết gặp Argentina (13 tháng 12)                                                                 | Tranh hạng ba gặp Maroc (17 tháng 12)           |

## Kết quả chung
| XH                    | Đội         | ST    | T  | H     | B  | Đ   | TBĐ  | BT  | TBBT | BB  | TBBB | HS | TBHS  | CS | ACS  | TV  | TBTV | TĐ | TBTĐ |
| --------------------- | ----------- | ----- | -- | ----- | -- | --- | ---- | --- | ---- | --- | ---- | -- | ----- | -- | ---- | --- | ---- | -- | ---- |
| 1                     | Argentina   | 7     | 4  | 2     | 1  | 14  | 2.00 | 15  | 2.14 | 8   | 1.14 | +7 | 1.00  | 3  | 0.43 | 18  | 2.57 | 0  | 0.00 |
| 2                     | Pháp        | 7     | 5  | 1     | 1  | 16  | 2.29 | 16  | 2.29 | 8   | 1.14 | +8 | 1.14  | 1  | 0.14 | 8   | 1.14 | 0  | 0.00 |
| Bị loại ở bán kết     |             |       |    |       |    |     |      |     |      |     |      |    |       |    |      |     |      |    |      |
| 3                     | Croatia     | 7     | 2  | 4     | 1  | 10  | 1.43 | 8   | 1.14 | 7   | 1.00 | +1 | 0.14  | 2  | 0.29 | 8   | 1.14 | 0  | 0.00 |
| 4                     | Maroc       | 7     | 3  | 2     | 2  | 11  | 1.57 | 6   | 0.86 | 5   | 0.71 | +1 | 0.14  | 4  | 0.57 | 9   | 1.29 | 1  | 0.14 |
| Bị loại ở tứ kết      |             |       |    |       |    |     |      |     |      |     |      |    |       |    |      |     |      |    |      |
| 5                     | Hà Lan      | 5     | 3  | 2     | 0  | 11  | 2.20 | 10  | 2.00 | 4   | 0.80 | +6 | 1.20  | 2  | 0.40 | 12  | 2.40 | 1  | 0.20 |
| 6                     | Anh         | 5     | 3  | 1     | 1  | 10  | 2.00 | 13  | 2.60 | 4   | 0.80 | +9 | 1.80  | 3  | 0.60 | 1   | 0.20 | 0  | 0.00 |
| 7                     | Brasil      | 5     | 3  | 1     | 1  | 10  | 2.00 | 8   | 1.60 | 3   | 0.60 | +5 | 1.00  | 2  | 0.40 | 6   | 1.20 | 0  | 0.00 |
| 8                     | Bồ Đào Nha  | 5     | 3  | 0     | 2  | 9   | 1.80 | 12  | 2.40 | 6   | 1.20 | +6 | 1.20  | 1  | 0.20 | 6   | 1.20 | 0  | 0.00 |
| Bị loại ở vòng 16 đội |             |       |    |       |    |     |      |     |      |     |      |    |       |    |      |     |      |    |      |
| 9                     | Nhật Bản    | 4     | 2  | 1     | 1  | 7   | 1.75 | 5   | 1.25 | 4   | 1.00 | +1 | 0.25  | 0  | 0.00 | 6   | 1.50 | 0  | 0.00 |
| 10                    | Sénégal     | 4     | 2  | 0     | 2  | 6   | 1.50 | 5   | 1.25 | 7   | 1.75 | -2 | -0.50 | 0  | 0.00 | 7   | 1.75 | 0  | 0.00 |
| 11                    | Úc          | 4     | 2  | 0     | 2  | 6   | 1.50 | 4   | 1.00 | 6   | 1.50 | -2 | -0.50 | 2  | 0.50 | 7   | 1.75 | 0  | 0.00 |
| 12                    | Thụy Sĩ     | 4     | 2  | 0     | 2  | 6   | 1.50 | 5   | 1.25 | 9   | 2.25 | -4 | -1.00 | 1  | 0.25 | 9   | 2.25 | 0  | 0.00 |
| 13                    | Tây Ban Nha | 4     | 1  | 2     | 1  | 5   | 1.25 | 9   | 2.25 | 3   | 0.75 | +6 | 1.50  | 2  | 0.50 | 2   | 0.50 | 0  | 0.00 |
| 14                    | Hoa Kỳ      | 4     | 1  | 2     | 1  | 5   | 1.25 | 3   | 0.75 | 4   | 1.00 | -1 | -0.25 | 2  | 0.50 | 5   | 1.25 | 0  | 0.00 |
| 15                    | Ba Lan      | 4     | 1  | 1     | 2  | 4   | 1.00 | 3   | 0.75 | 5   | 1.25 | -2 | -0.50 | 2  | 0.50 | 7   | 1.75 | 0  | 0.00 |
| 16                    | Hàn Quốc    | 4     | 1  | 1     | 2  | 4   | 1.00 | 5   | 1.25 | 8   | 2.00 | -3 | -0.75 | 1  | 0.25 | 6   | 1.50 | 1  | 0.25 |
| Bị loại ở vòng bảng   |             |       |    |       |    |     |      |     |      |     |      |    |       |    |      |     |      |    |      |
| 17                    | Đức         | 3     | 1  | 1     | 1  | 4   | 1.33 | 6   | 2.00 | 5   | 1.67 | +1 | 0.33  | 0  | 0.00 | 3   | 1.00 | 0  | 0.00 |
| 18                    | Ecuador     | 3     | 1  | 1     | 1  | 4   | 1.33 | 4   | 1.33 | 3   | 1.00 | +1 | 0.33  | 1  | 0.33 | 3   | 1.00 | 0  | 0.00 |
| 19                    | Cameroon    | 3     | 1  | 1     | 1  | 4   | 1.33 | 4   | 1.33 | 4   | 1.33 | 0  | 0.00  | 1  | 0.33 | 8   | 2.67 | 1  | 0.33 |
| 20                    | Uruguay     | 3     | 1  | 1     | 1  | 4   | 1.33 | 2   | 0.67 | 2   | 0.67 | 0  | 0.00  | 2  | 0.67 | 8   | 2.67 | 0  | 0.00 |
| 21                    | Tunisia     | 3     | 1  | 1     | 1  | 4   | 1.33 | 1   | 0.33 | 1   | 0.33 | 0  | 0.00  | 2  | 0.67 | 5   | 1.67 | 0  | 0.00 |
| 22                    | México      | 3     | 1  | 1     | 1  | 4   | 1.33 | 2   | 0.67 | 3   | 1.00 | -1 | -0.33 | 1  | 0.33 | 7   | 2.33 | 0  | 0.00 |
| 23                    | Bỉ          | 3     | 1  | 1     | 1  | 4   | 1.33 | 1   | 0.33 | 2   | 0.67 | -1 | -0.33 | 2  | 0.67 | 5   | 1.67 | 0  | 0.00 |
| 24                    | Ghana       | 3     | 1  | 0     | 2  | 3   | 1.00 | 5   | 1.67 | 7   | 2.33 | -2 | -0.67 | 0  | 0.00 | 8   | 2.67 | 0  | 0.00 |
| 25                    | Ả Rập Xê Út | 3     | 1  | 0     | 2  | 3   | 1.00 | 3   | 1.00 | 5   | 1.67 | -2 | -0.67 | 0  | 0.00 | 14  | 4.67 | 0  | 0.00 |
| 26                    | Iran        | 3     | 1  | 0     | 2  | 3   | 1.00 | 4   | 1.33 | 7   | 2.33 | -3 | -1.00 | 1  | 0.33 | 7   | 2.33 | 0  | 0.00 |
| 27                    | Costa Rica  | 3     | 1  | 0     | 2  | 3   | 1.00 | 3   | 1.00 | 11  | 3.67 | -8 | -2.67 | 1  | 0.33 | 6   | 2.00 | 0  | 0.00 |
| 28                    | Đan Mạch    | 3     | 0  | 1     | 2  | 1   | 0.33 | 1   | 0.33 | 3   | 1.00 | -2 | -0.67 | 1  | 0.33 | 5   | 1.67 | 0  | 0.00 |
| 29                    | Serbia      | 3     | 0  | 1     | 2  | 1   | 0.33 | 5   | 1.67 | 8   | 2.67 | -3 | -1.00 | 0  | 0.00 | 12  | 4.00 | 0  | 0.00 |
| 30                    | Wales       | 3     | 0  | 1     | 2  | 1   | 0.33 | 1   | 0.33 | 6   | 2.00 | -5 | -1.67 | 0  | 0.00 | 5   | 1.67 | 1  | 0.33 |
| 31                    | Canada      | 3     | 0  | 0     | 3  | 0   | 0.00 | 2   | 0.67 | 7   | 2.33 | -5 | -1.67 | 0  | 0.00 | 8   | 2.67 | 0  | 0.00 |
| 32                    | Qatar       | 3     | 0  | 0     | 3  | 0   | 0.00 | 1   | 0.33 | 7   | 2.33 | -6 | -2.00 | 0  | 0.00 | 7   | 2.33 | 0  | 0.00 |
| Tổng số               | Tổng số     | 64(1) | 49 | 15(2) | 49 | 177 | 1.38 | 172 | 1.34 | 172 | 1.34 | 0  | 0.00  | 40 | 0.31 | 228 | 1.78 | 5  | 0.04 |

Các đội tuyển được kết xuất trong chữ nghiêng đại diện cho quốc gia chủ nhà. Đội tuyển chiến thắng của cuộc thi được kết xuất trong chữ đậm.
(1) – Tổng số trận thua không được tính trong tổng số trận được diễn ra (tổng số trận thua = tổng số trận thắng)
(2) – Tổng số trận hòa (tied) cho tất cả các đội = Tổng số trận hòa (tied) ÷ 2 (cả hai đội tham gia)
(3) – Theo quy ước thống kê trong bóng đá, các trận đấu được quyết định trong hiệp phụ được tính là trận thắng và trận thua, trong khi các trận đấu được quyết định bởi loạt sút luân lưu được tính là trận hòa.

## Khán giả
Số liệu thống kê chính xác. Tính đến  ngày 18 tháng 12 năm 2022.
| Xếp hạng | Khán giả | Trận đấu                 | Sân vận động               | Thành phố | Ngày              | CT     |
| -------- | -------- | ------------------------ | -------------------------- | --------- | ----------------- | ------ |
| 1        | 88.966   | Argentina vs México      | Sân vận động Lusail Iconic | Lusail    | 26 tháng 11, 2022 | [ 3 ]  |
| 1        | 88.966   | Argentina vs Croatia     | Sân vận động Lusail Iconic | Lusail    | 13 tháng 12, 2022 | [ 4 ]  |
| 1        | 88.966   | Argentina vs Pháp        | Sân vận động Lusail Iconic | Lusail    | 18 tháng 12, 2022 | [ 5 ]  |
| 4        | 88.668   | Bồ Đào Nha vs Uruguay    | Sân vận động Lusail Iconic | Lusail    | 28 tháng 11, 2022 | [ 6 ]  |
| 5        | 88.235   | Hà Lan vs Argentina      | Sân vận động Lusail Iconic | Lusail    | 9 tháng 12, 2022  | [ 7 ]  |
| 6        | 88.103   | Brasil vs Serbia         | Sân vận động Lusail Iconic | Lusail    | 24 tháng 11, 2022 | [ 8 ]  |
| 7        | 88.012   | Argentina vs Ả Rập Xê Út | Sân vận động Lusail Iconic | Lusail    | 22 tháng 11, 2022 | [ 9 ]  |
| 8        | 85.986   | Cameroon vs Brasil       | Sân vận động Lusail Iconic | Lusail    | 2 tháng 12, 2022  | [ 10 ] |
| 9        | 84.985   | Ả Rập Xê Út vs México    | Sân vận động Lusail Iconic | Lusail    | 30 tháng 11, 2022 | [ 11 ] |
| 10       | 83.720   | Bồ Đào Nha vs Thụy Sĩ    | Sân vận động Lusail Iconic | Lusail    | 6 tháng 12, 2022  | [ 12 ] |

- Trận có ít khán giả nhất: 39,089 –  Thụy Sĩ vs  Cameroon, Sân vận động Al Janoub, Al Wakrah, 24 tháng 11, 2022[13]